# Ramón Albó y Martí
Ramón Albó y Martí (Barcelona, 1872-Barcelona, 1955) fue un político, juez y abogado español.

## Biografía
Nació en Barcelona en 1872, hijo del prestigioso abogado Ramón Albó y Calvaría, natural de Castañet (Gerona) y persona muy activa en el movimiento católico y la causa carlista.
Realizó estudios de derecho y se convirtió en abogado. A lo largo de su carrera también ejercería como juez de menores en Barcelona, presidente del Tribunal tutelar de Menores y director general de Prisiones, cargo este último al que accedió en 1922. También fue vocal de la Caja de Ahorros y Pensiones de Barcelona.

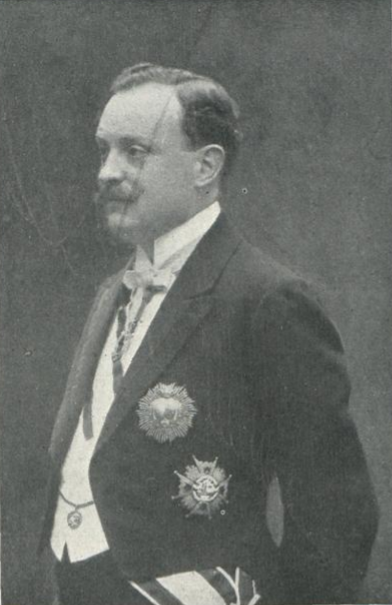
Ramón Albó y Martí retratado en La Hormiga de Oro (1911).

Miembro de la Lliga Regionalista, en 1908 se convirtió en diputado por Barcelona en sustitución de Ildefons Sunyol —quien había obtenido el acta de diputado en 1907 por la coalición «Solidaritat Catalana»—. En las elecciones de 1923 obtendría acta de diputado por el distrito de Castelltersol.
Hombre de profundas creencias católicas, fue director de publicaciones de corte católico como Revista Social o Aurora Social y colaborador de otras como La Hormiga de Oro (de cuyo fundador, Luis María de Llauder, fue albacea testamentario). En 1925 sería nombrado vocal de la Junta Nacional de Prensa Católica.
Presidió el Patronato de Menores Abandonados y Presos de Barcelona, fundado en 1890, que redimía a los menores condenados a multas y recogía a los vagabundos. En 1928 fundó también en Llissá de Vall la Obra Tutelar Agraria.
Por su labor al frente del Patronato de Menores, en 1942 fue recibido y elogiado por el ministro de Justicia, Esteban Bilbao.

## Familia
Fue hermano del político y abogado Francisco Albó.

## Obras
- —— (1901). Apuntes para un proyecto de reforma penitenciaria. Miguel Borrás.
- —— (1914). Barcelona caritativa, benéfica y social. Barcelona: La Hormiga de Oro.